# Othón P. Blanco Núñez de Cáceres
Othón P. Blanco Núñez de Cáceres (ur. 7 marca 1868 w Padilla stan Tamaulipas – zm. 18 października 1959 w mieście Meksyk) – meksykański oficer marynarki wojennej, dowódca obronnej placówki Pontón Chetumal chroniącej terytorium Meksyku na granicy z brytyjską kolonią Honduras Brytyjski - obecnie Belize. Założyciel miasta Chetumal w stanie Quintana Roo. Gmina Othón P. Blanco leżąca w tym stanie została nazwana na jego cześć jego nazwiskiem.